# Parlamentswahl in Pakistan 2008

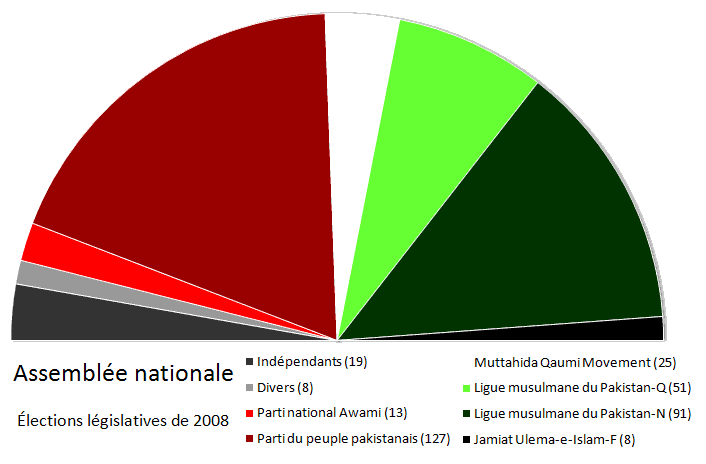
Zusammensetzung der Nationalversammlung nach den Wahlen

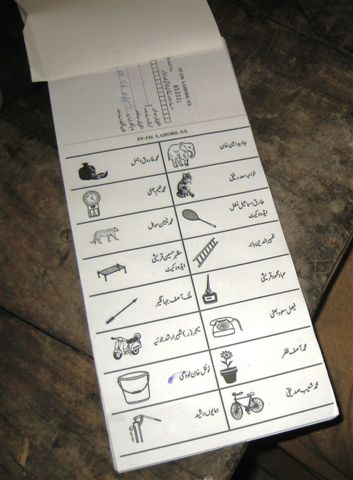
Ein für die hohe Zahl an Analphabeten angepasster Stimmzettel 2008

Die jeweils führende Partei nach Distrikt:
Pakistanische Volkspartei
Muslimliga Pakistans (N)
Muslimliga Pakistans (Q)
Muttahida-Qaumi-Bewegung
Awami-Nationalpartei
Jamiat Ulema-e-Islam (F)
Muslimliga Pakistans (F)
Nationalpartei Belutschistans
Unabhängige

Eine Parlamentswahl wurde in Pakistan 2008 abgehalten. Der Termin wurde vom 8. Januar auf den 18. Februar verschoben. Gewählt wurde die Nationalversammlung (das Unterhaus des Madschlis-e-Schura genannten Parlaments) sowie die Provinzversammlungen.
Pakistans wichtigste Oppositionsparteien, die Pakistanische Volkspartei (PPP) und die Muslimliga Pakistans (N) (PML-N) errangen die Mehrheit der Sitze. Die PPP, die PML (N) und die Awami-Nationalpartei bildeten die neue Koalitionsregierung mit Jussuf Raza Gilani als Ministerpräsident.
Die Wahl fand im Schatten der Ermordung der Oppositionsführerin Benazir Bhutto am 27. Dezember 2007 statt. Nach der Wahl räumte der Noch-Militärmachthaber Pervez Musharraf die Niederlage seiner Muslimliga Pakistans (Q) (PML-Q) ein.
Die Wahlbeteiligung für die Wahl umfasste 35.170.435 Personen (44 %).

## Ergebnis

### Nationalversammlung
| Partei oder Bündnis                                | Stimmen    | Anteil   | Sitze | Reserv. Sitze (Frauen) | Res. Sitze (Minderheiten) | Gesamt |
| -------------------------------------------------- | ---------- | -------- | ----- | ---------------------- | ------------------------- | ------ |
| Pakistanische Volkspartei                          | 10.606.486 | 30,6 %   | 97    | 23                     | 4                         | 124    |
| Muslimliga Pakistans (N)                           | 6.781.445  | 19,6 %   | 71    | 17                     | 3                         | 91     |
| Muslimliga Pakistans (Q)                           | 7.989.817  | 23,0 %   | 42    | 10                     | 2                         | 54     |
| Muttahida-Qaumi-Bewegung                           | 2.507.813  | 7,4 %    | 19    | 5                      | 1                         | 25     |
| Awami-Nationalpartei                               | 700.479    | 2,0 %    | 10    | 3                      | 0                         | 13     |
| Muttahida Majlis-e-Amal - Jamiat Ulema-e-Islam (F) | 772.798    | 2,2 %    | 6     | 1                      | 0                         | 7      |
| Muslimliga Pakistans (F)                           | 685.684    | 1,9 %    | 4     | 1                      | 0                         | 5      |
| Nationale Volkspartei                              | 148.892    | 0,4 %    | 1     | 0                      | 0                         | 1      |
| Pakistanische Volkspartei (Sherpao)                | 140.707    | 0,4 %    | 1     | 0                      | 0                         | 1      |
| Nationalpartei Belutschistans                      | 72.756     | 0,2 %    | 1     | 0                      | 0                         | 1      |
| andere Parteien                                    | 198.119    | 0,6 %    | 0     | 0                      | 0                         | 0      |
| Unabhängige                                        | 4.060.982  | 11,7 %   | 18    | 0                      | 0                         | 18     |
| ungültig/leere Zettel                              | 944.023    | (2,65 %) | -     | -                      | -                         | -      |
| Gesamt (Wahlb. 44,5 %)                             | 34,665,978 | 100 %    | 270   | 60                     | 10                        | 340    |
| Quelle: Adam Carrs Wahlarchiv                      |            |          |       |                        |                           |        |

Etwa 60 Sitze waren für Frauen und 10 Sitze waren für Minderheiten wie Christen (Katholiken, Protestanten und Anglikaner) und Hindus reserviert.
Anm. zur Muttahida Majlis-e-Amal: Pakistan Tehreek-e-Insaf, Jamaat-e-Islami, Jamiat Ulema-e-Pakistan, Tehrik-e-Jafaria Pakistan, Ahl-i Hadīth nahmen nicht teil. Die Volksbewegung Pakistans boykottierte die Wahlen.

### Provinzversammlungen
| Pakistanische Volkspartei                          | 107 | 93  | 30  | 12 |
| Muslimliga Pakistans (N)                           | 171 | 0   | 9   | 1  |
| Muslimliga Pakistans (Q)                           | 84  | 9   | 6   | 18 |
| Muttahida-Qaumi-Bewegung                           | 0   | 51  | 0   | 0  |
| Awami-Nationalpartei                               | 0   | 2   | 48  | 4  |
| Muttahida Majlis-e-Amal - Jamiat Ulema-e-Islam (F) | 2   | 0   | 14  | 10 |
| Muslimliga Pakistans (F)                           | 3   | 8   | 0   | 0  |
| Pakistanische Volkspartei (Sherpao)                | 0   | 0   | 6   | 0  |
| Nationalpartei Belutschistans                      | 0   | 0   | 0   | 7  |
| Nationale Volkspartei                              | 0   | 3   | 0   | 0  |
| Nationalpartei                                     | 0   | 0   | 0   | 1  |
| Unabhängige                                        | 4   | 0   | 11  | 12 |
| Gesamtsitze                                        | 297 | 130 | 99  | 51 |
| Reservierte Sitze (Frauen)                         | 66  | 29  | 22  | 11 |
| Reservierte Sitze (Minderheiten)                   | 8   | 9   | 3   | 3  |
| Erklärtes Ergebnis                                 | 370 | 166 | 124 | 65 |
| Gesamt                                             | 371 | 168 | 124 | 65 |
| Quelle: Wahlkommission Pakistans                   |     |     |     |    |

Anmerkung zur Muttahida Majlis-e-Amal: Jamaat-e-Islami, Jamiat Ulema-e-Pakistan, Tehrik-e-Jafaria Pakistan and Ahl-i Hadīth nahmen nicht teil.